# Mues (Navarra)
Mues ist ein nordspanisches Dorf und eine Gemeinde (municipio) mit 76 Einwohnern (Stand: 2024) im Süden der Autonomen Gemeinschaft Navarra.

## Lage und Klima
Mues liegt gut 55 km (Fahrtstrecke) westsüdwestlich von Pamplona bzw. ca. 27 km nordöstlich von Logroño in einer Höhe von ca. 520 m am Río Odrón. Das Klima ist gemäßigt bis warm; Regen fällt überwiegend im Winterhalbjahr.

## Bevölkerungsentwicklung
| Jahr      | 1970 | 1981 | 1991 | 2001 | 2011 | 2021 |
| Einwohner | 256  | 187  | 133  | 110  | 92   | 85   |

## Sehenswürdigkeiten

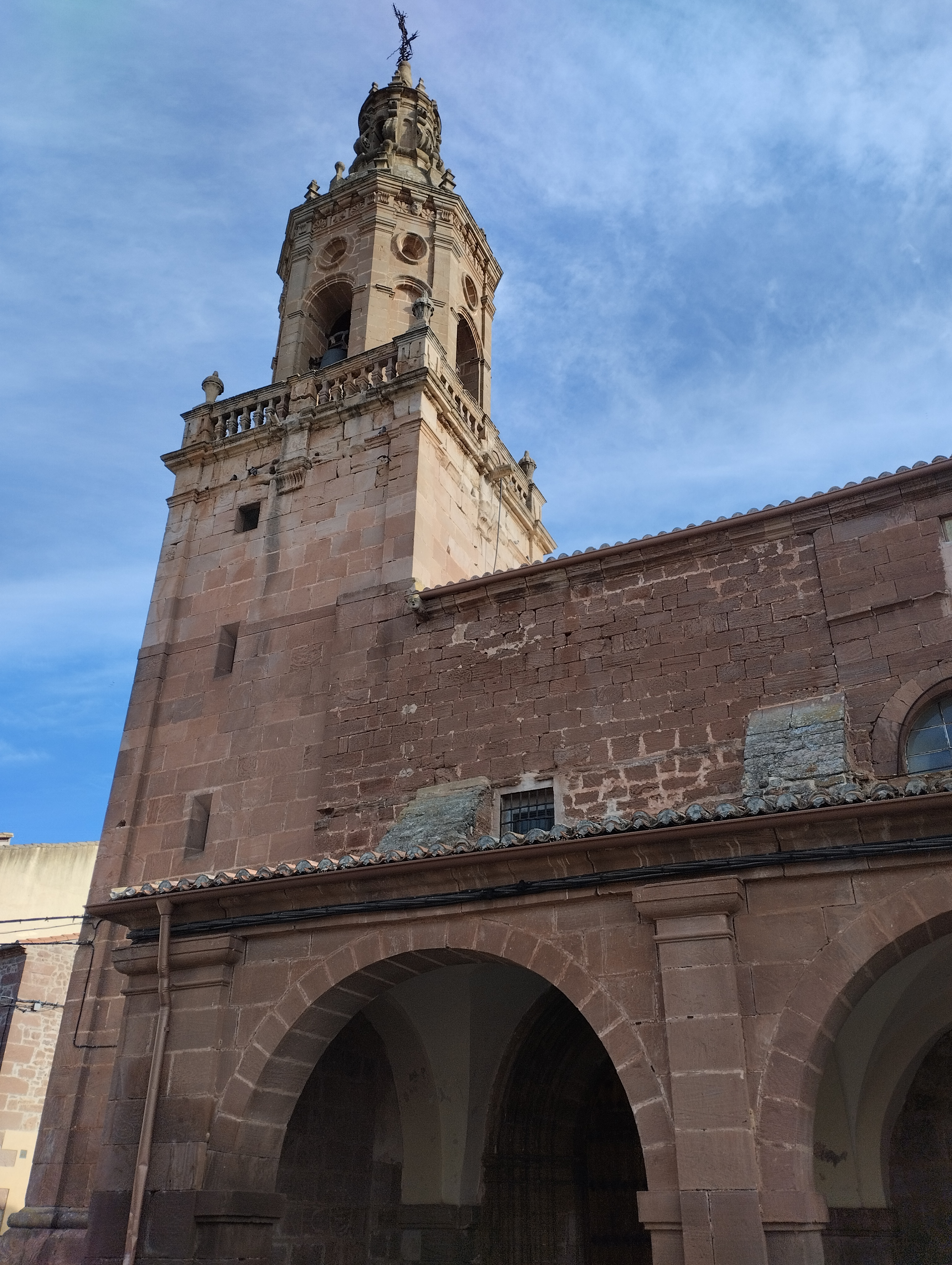
Eugenienkirche
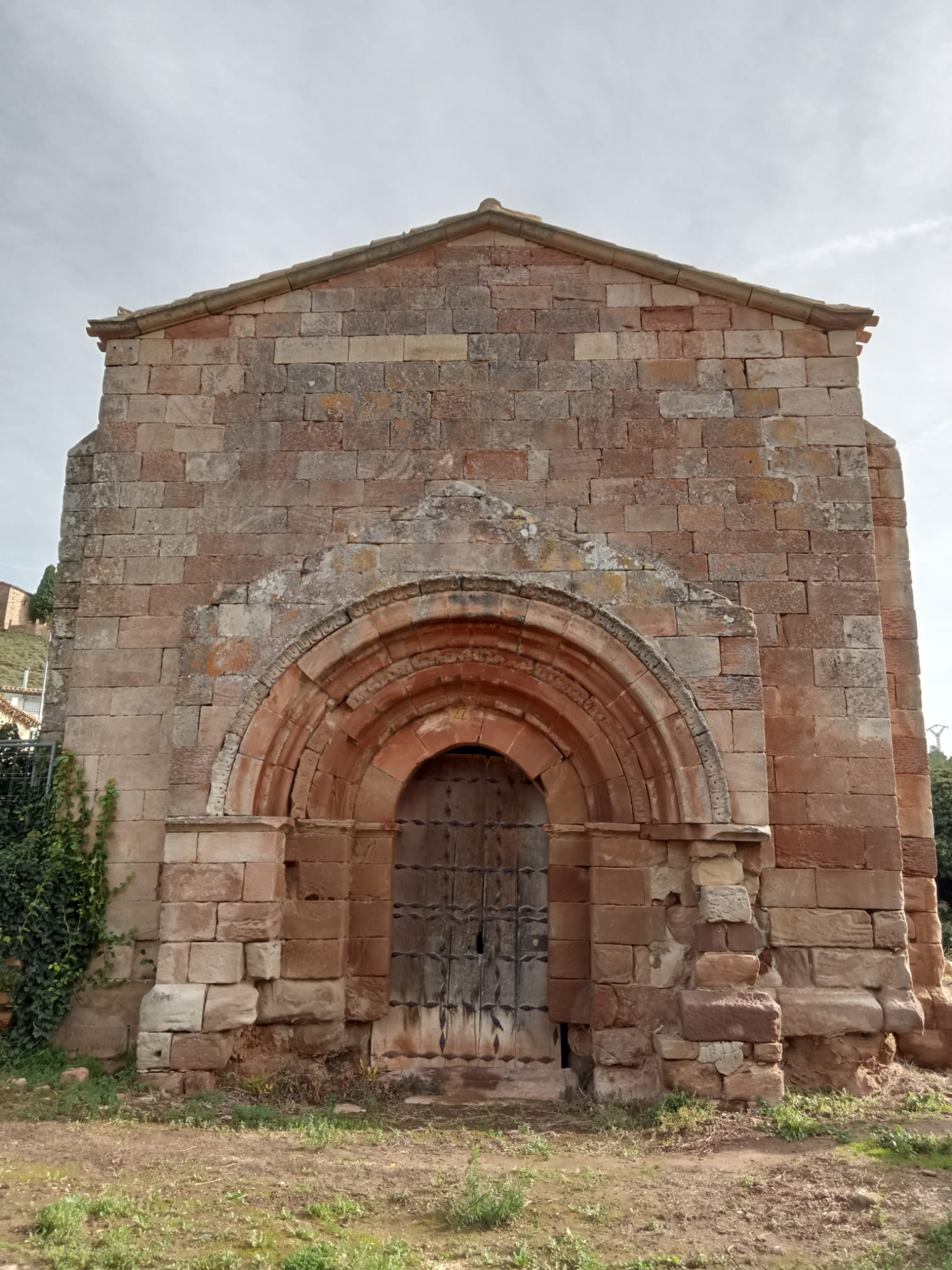
Magdalenenkapelle
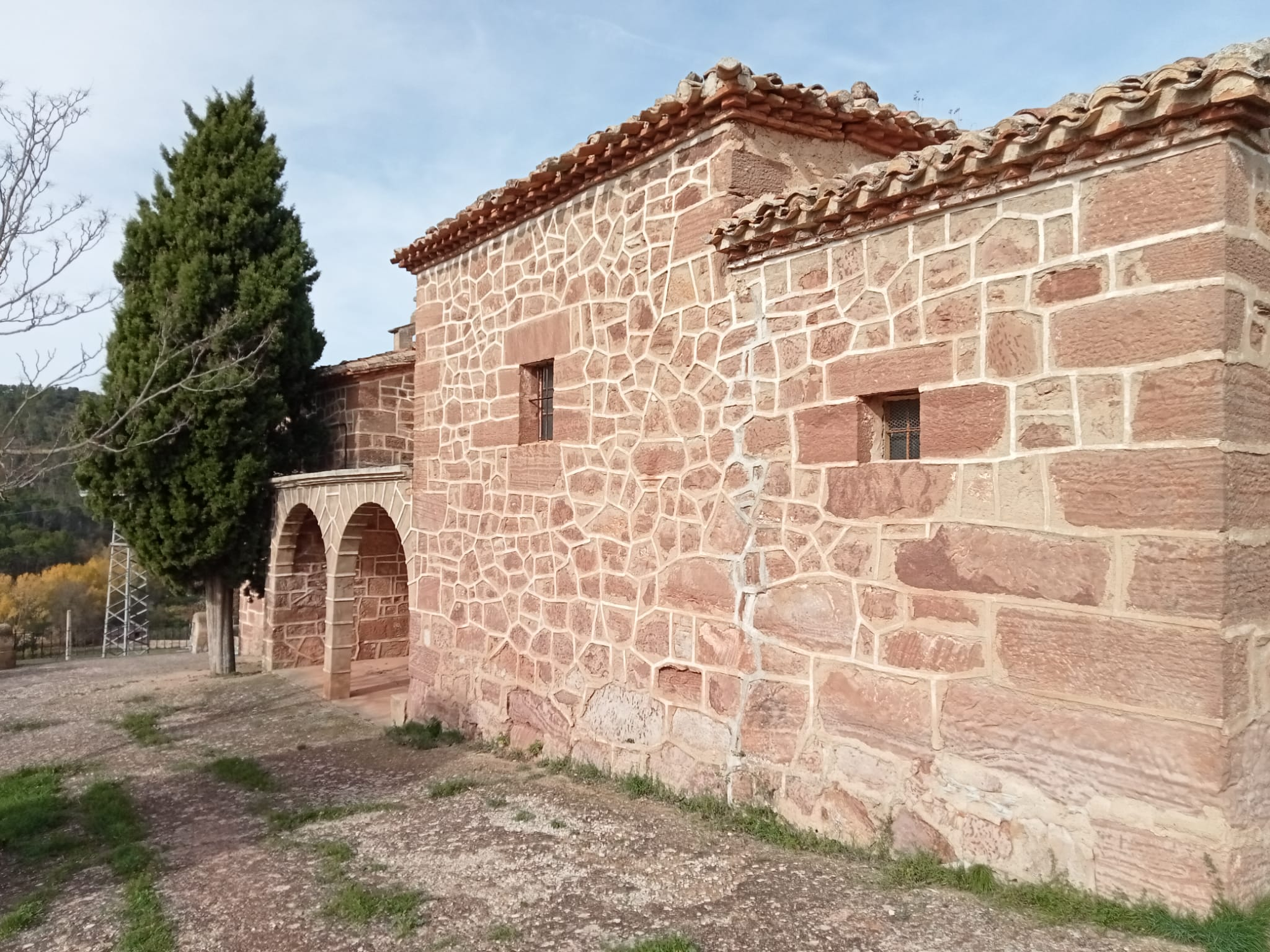
Marienkapelle
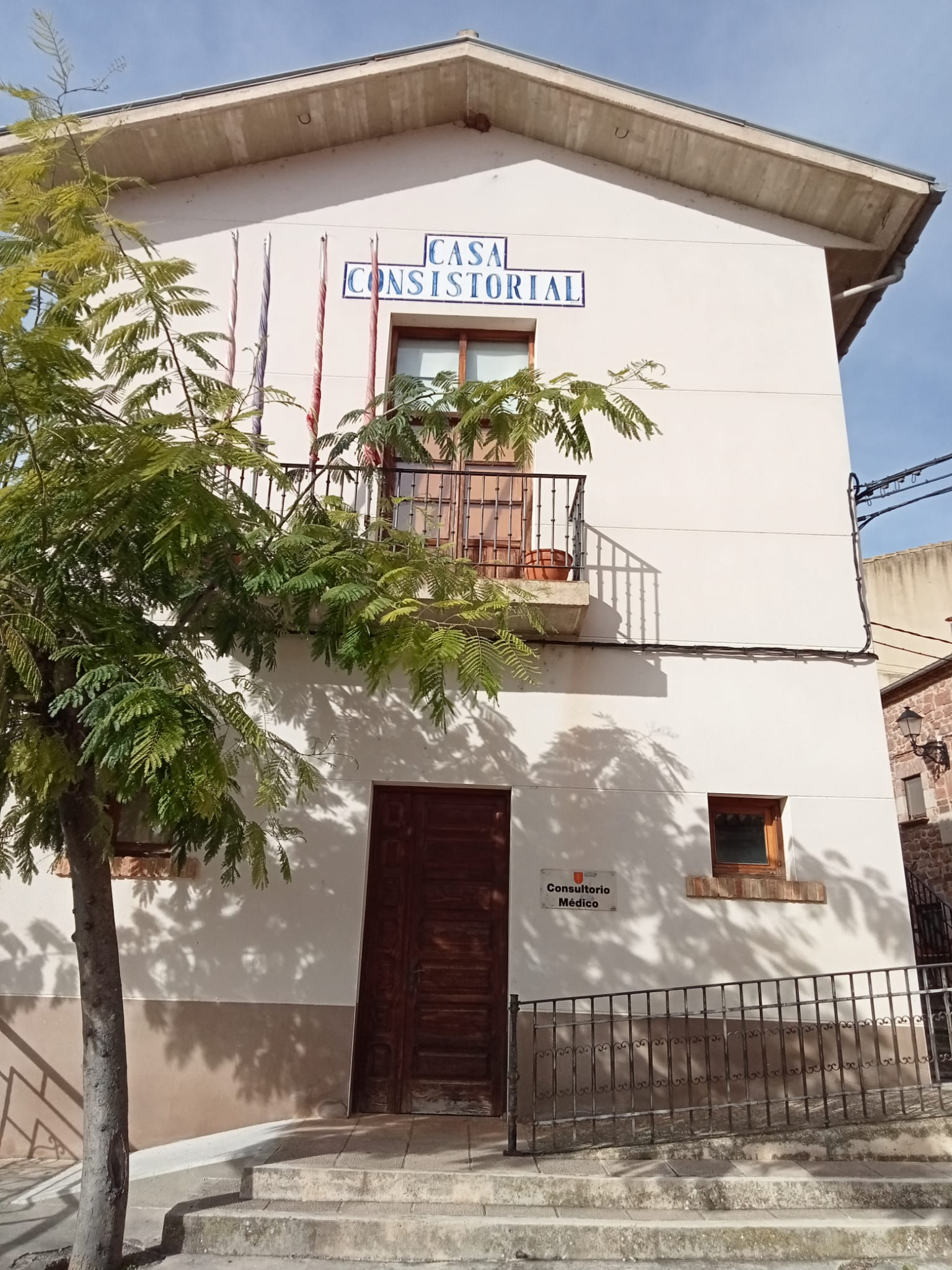
Theodosienkapelle

- Eugenienkirche
- Magdalenenkapelle
- Theodosienkapelle
- Rathaus

## Persönlichkeiten
- Rosendo Alvarez Gastón (1926–2014), römisch-katholischer Geistlicher, Bischof von Jaca (1984–1989) und Almería (1989–2002)
- Jesús María López Mauléon (* 1955), Augustiner, Prälat von Alto Xingu-Tucumã